# Notre-Dame-des-Champs (métro de Paris)
Pour les articles homonymes, voir Notre-Dame-des-Champs.
Notre-Dame-des-Champs est une station de la ligne 12 du métro de Paris, située dans le 6e arrondissement de Paris.

## Situation
La station est implantée sous le boulevard Raspail au niveau de la place Pierre-Lafue et de l'allée Claude-Cahun-Marcel-Moore, à l'intersection avec la rue Notre-Dame-des-Champs.
Approximativement orientée selon un axe nord-sud, elle s'intercale entre les stations Rennes et Montparnasse - Bienvenüe. En direction de Mairie d'Aubervilliers, la ligne, qui aborde la station après deux courbes successives sous la rue Stanislas (à ses extrémités nord et sud), entame son plus long alignement droit jusqu'à la station Rue du Bac, à l'extrémité nord du boulevard Raspail.

## Histoire
La station est ouverte le 5 novembre 1910 avec la mise en service du premier tronçon de la ligne A de la Société du chemin de fer électrique souterrain Nord-Sud de Paris (dite Nord-Sud), entre Porte de Versailles et le terminus provisoire de Notre-Dame-de-Lorette.
Elle doit sa dénomination à sa proximité avec la rue Notre-Dame-des-Champs, au sein du quartier éponyme, cette voie tirant son nom de l'ancienne chapelle de Notre-Dame-des-Champs à laquelle elle menait, devenue en 1604 le couvent des Carmélites du faubourg Saint-Jacques.
Le 27 mars 1931, la ligne A devient l'actuelle ligne 12 du métro à la suite de l'absorption de la société du Nord-Sud le 1er janvier 1930 par sa concurrente, la Compagnie du chemin de fer métropolitain de Paris (dite CMP), qui gère la concession de l'essentiel des autres lignes du réseau.
Comme l'ensemble des points d'arrêt de la ligne 12 de 1959 à 1960, les quais sont modernisés par la mise en place d'un carrossage métallique sur les piédroits, doté de montants horizontaux verts et de cadres publicitaires dorés éclairés par le haut. Cet aménagement, alors largement utilisé sur le réseau en tant que moyen de rénover les stations rapidement et à moindre coût, est par la suite complété de sièges de style « Motte » verts afin de s'harmoniser avec la teinte des lambris métalliques.
Dans le cadre du programme « Renouveau du métro » de la RATP, la station est entièrement rénovée le 24 juin 2008, ce qui entraîne le retrait définitif du carrossage publicitaire sur les quais au profit d'une restitution à l'identique de la décoration « Nord-Sud » d'origine en céramique.
Le 16 juillet 2018, des plaques nominatives de remplacement sont provisoirement mises en place par-dessus le nom de la station incorporé dans la faïence des piédroits, afin de célébrer la victoire de l'équipe de France à la Coupe du monde de football 2018, comme dans cinq autres stations sur le réseau. Par jeu de mots, Notre-Dame-des-Champs est ainsi humoristiquement renommée « Notre Didier Deschamps » en hommage au sélectionneur des Bleus Didier Deschamps, lequel est simultanément honoré à la station Champs-Élysées - Clemenceau sur les lignes 1 et 13.

Images d'archives de la station
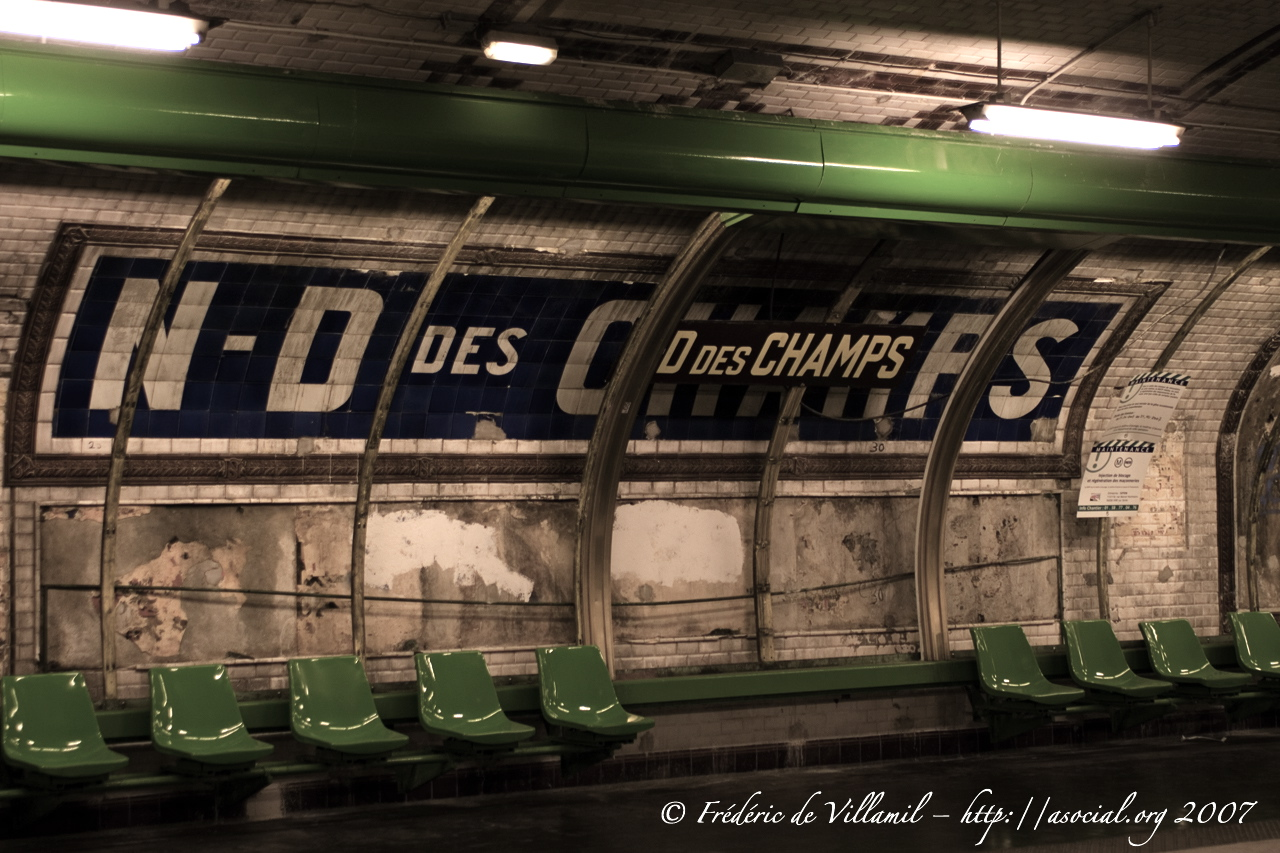
La dépose du carrossage des quais en 2007, révélant l'ancienne céramique.
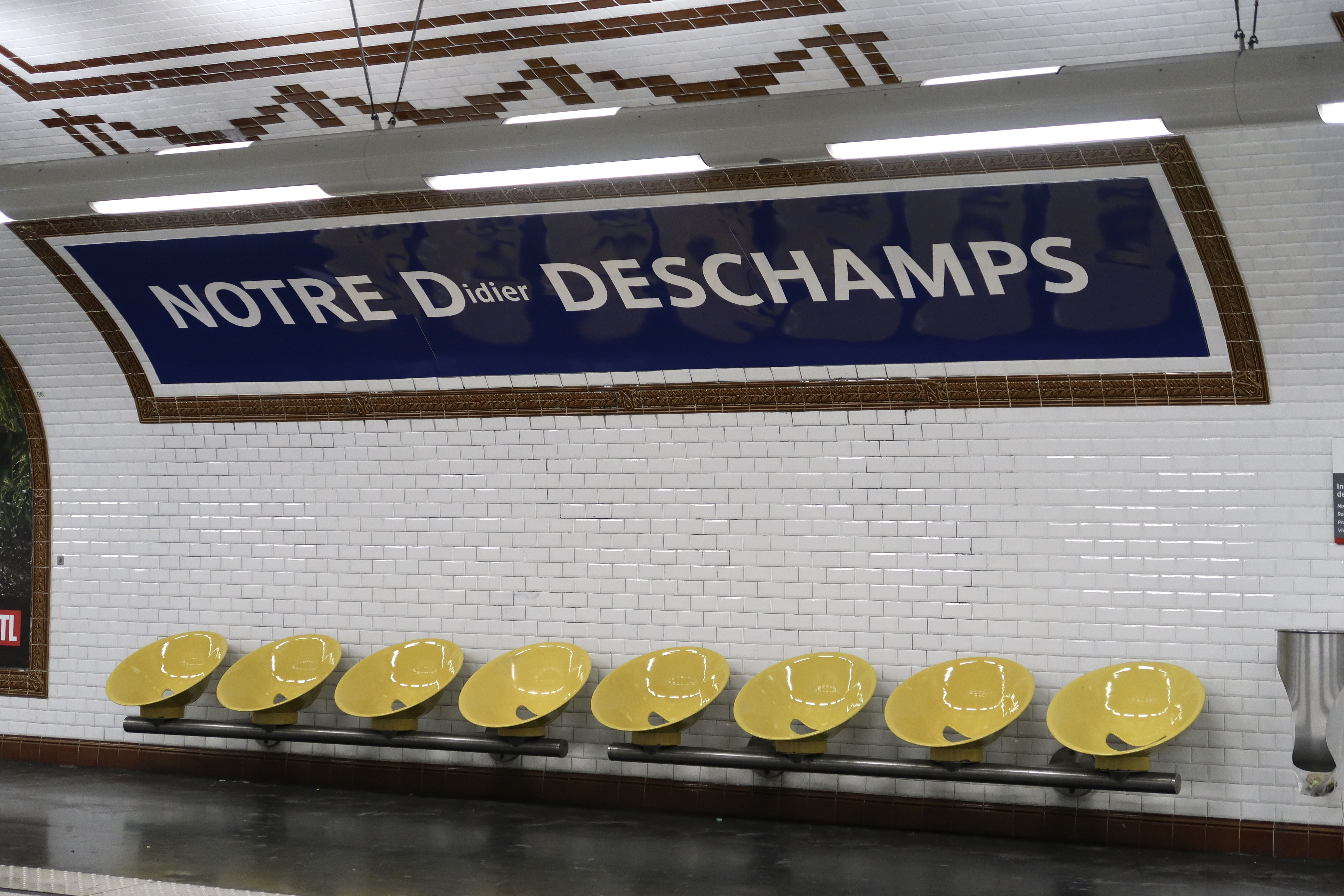
Renommage éphémère en juillet 2018 : « Notre Didier Deschamps ».

### Fréquentation
Selon les estimations de la RATP, la station a vu entrer 2 051 828 voyageurs, ce qui la place à la 241e position des stations de métro pour sa fréquentation sur 302,. En 2020, avec la crise du Covid-19, son trafic annuel tombe à 996 587 voyageurs, la reléguant alors au 244e rang, avant de remonter progressivement en 2021 avec 1 487 256 entrants comptabilisés, ce qui la classe à la 237e position des stations du réseau pour sa fréquentation sur 304 cette année-là,.

## Services aux voyageurs

### Accès
La station dispose de deux bouches de métro réunies sous l'intitulé « Place Pierre-Lafue », débouchant sur le terre-plein central du boulevard Raspail, respectivement à hauteur des nos 112 et 118. La première, constituant l'unique entrée, se compose d'un escalier fixe agrémenté d'une balustrade en céramique et en fer forgé, selon le style décoratif caractéristique de l'ancien réseau Nord-Sud, tandis que la seconde est dotée d'un escalier mécanique montant permettant uniquement la sortie, avec un entourage en pierre de taille.

Accès à la station
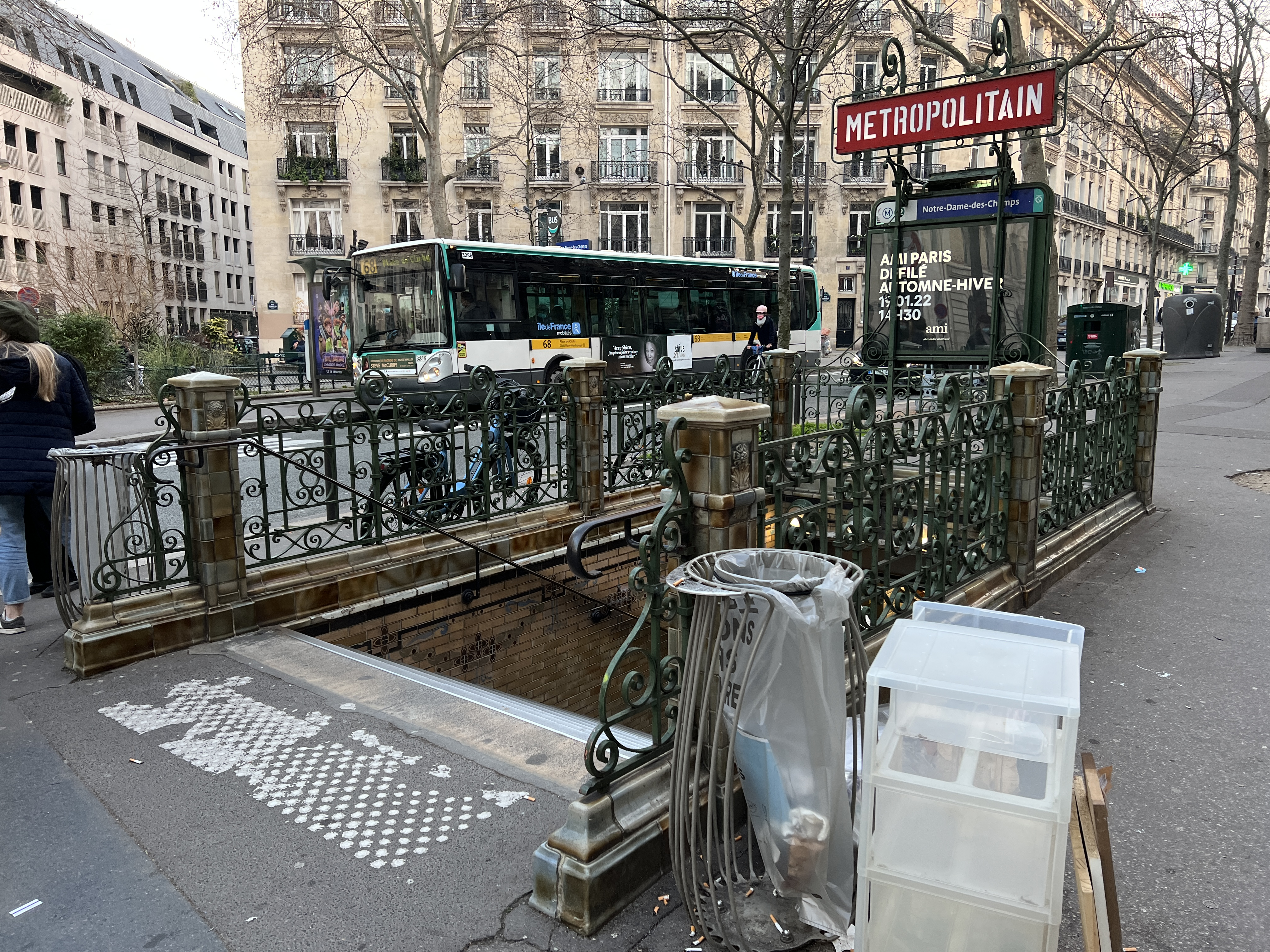
Entrée de la station.
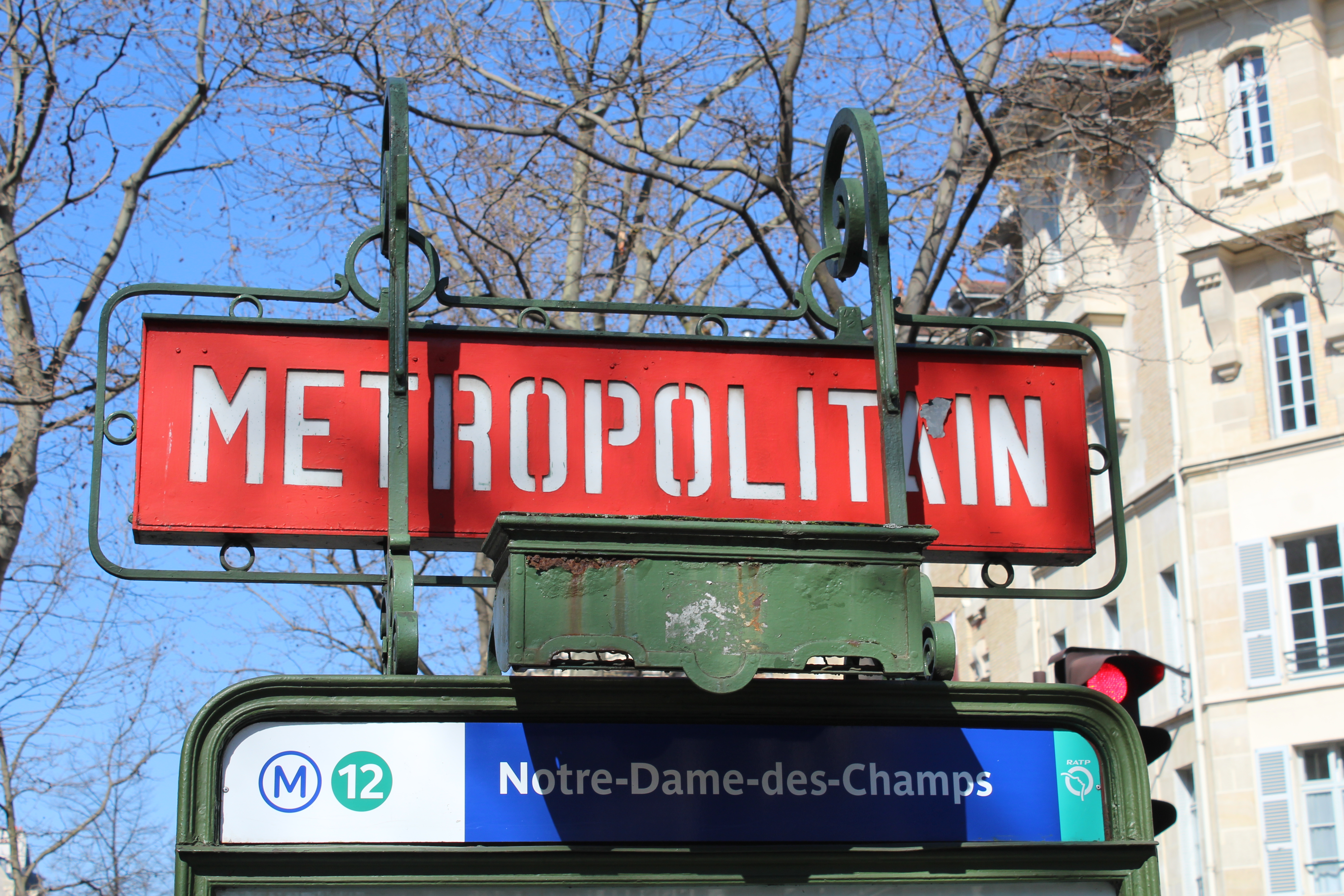
Panneau signalant l'accès à la station.
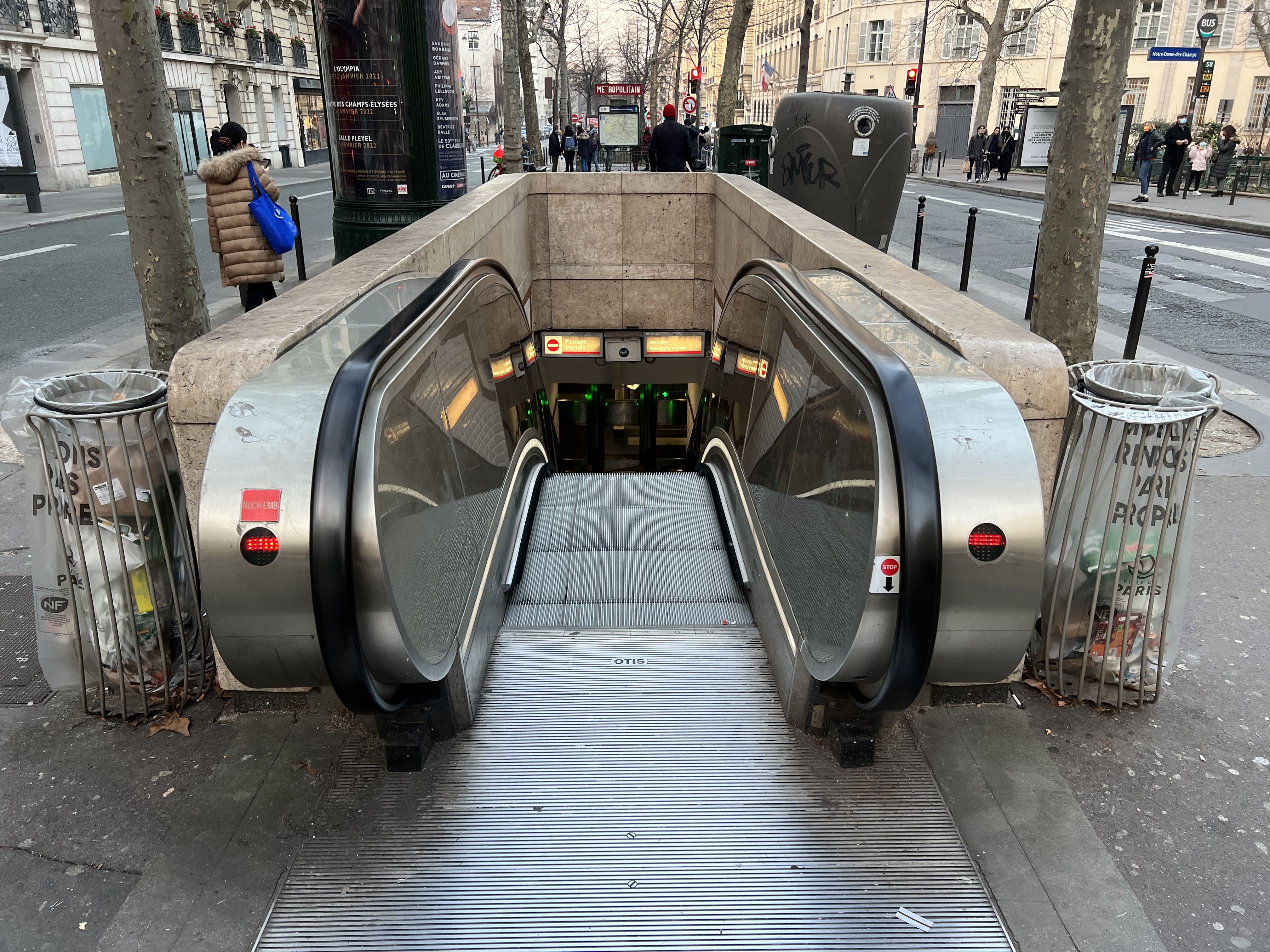
Sortie secondaire de la station.

### Quais
Notre-Dame-des-Champs est une station de configuration standard pour le métro de Paris : elle possède deux quais, d'une longueur conventionnelle de 75 mètres, séparés par les voies du métro situées au centre et la voûte est semi-elliptique, forme spécifique aux anciennes stations du réseau Nord-Sud dont la partie inférieure des piédroits était verticale et non courbée comme dans les stations de sa concurrente, la CMP.
La décoration en céramique reprend le style caractéristique du « Nord-Sud » des origines, de couleur marron comme il en est d'usage dans les stations sans correspondance, selon les codes graphiques de l'ancienne compagnie. Cette teinte s'applique aux cadres publicitaires et aux entourages du nom de la station, en faïence avec des motifs végétaux et lettres « NS » entrelacées en relief, ainsi qu'aux dessins géométriques en carreaux biseautés sur les piédroits et la voûte. Le nom de la station est incorporé dans la céramique murale en blanc sur fond bleu, de petite taille au-dessus des publicités et de très grande taille entre celles-ci (où il est abrégé en « N-D des Champs »), tandis que les anciennes directions de la ligne (Montmartre au nord et Montparnasse au sud) sont inscrites sur la faïence des tympans, au-dessus des tunnels. Ces ornements sont mariés avec les traditionnels carreaux en céramique blancs biseautés du métro de Paris, lesquels recouvrent les piédroits, la voûte ainsi que les tympans. L'éclairage est assuré par deux bandeaux-tubes suspendus et les sièges, disposés au droit des faïences nominatives de grand format, sont de style « Akiko » de couleur jaune.

Quais de la station
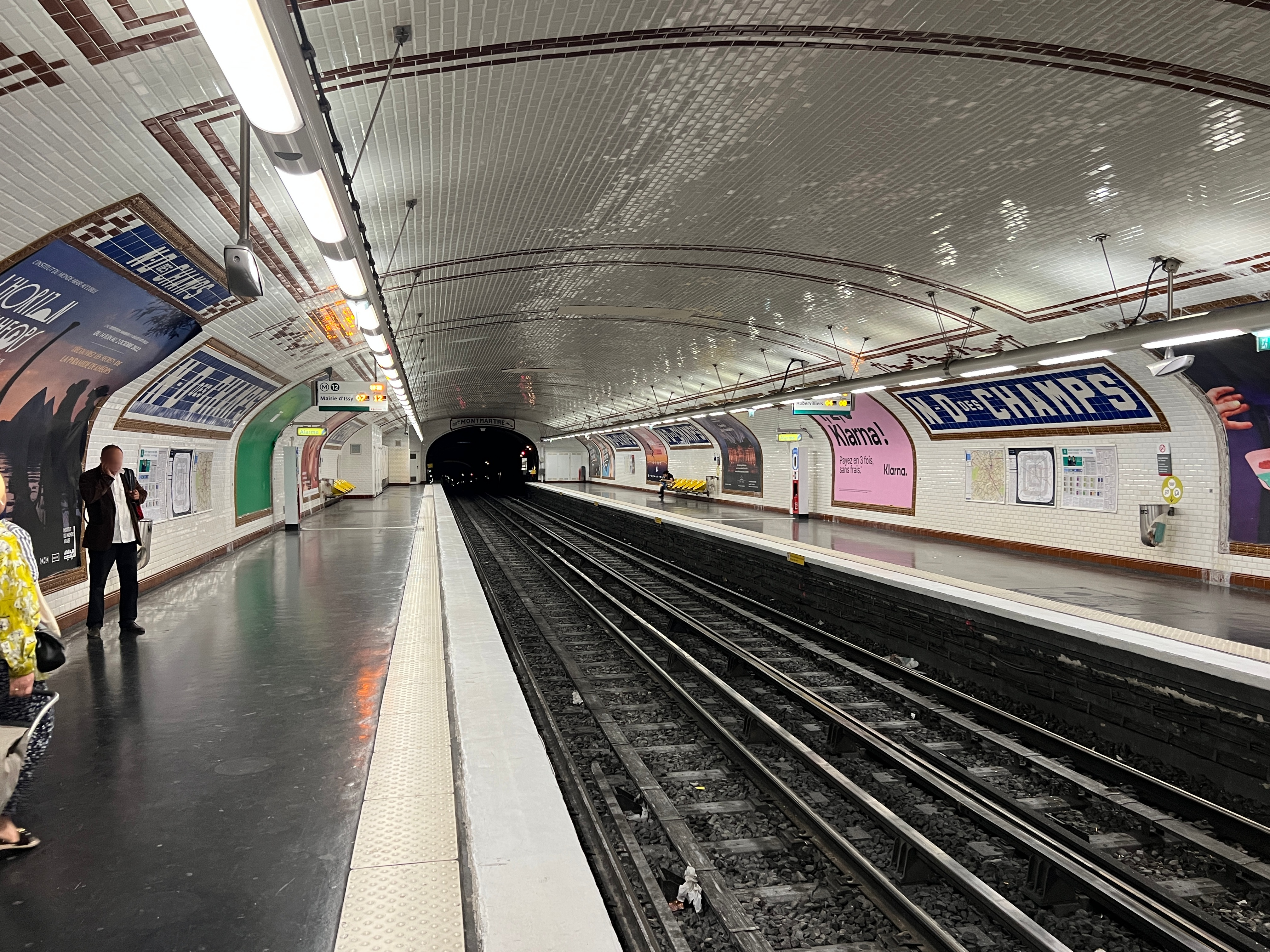
Les quais vus en direction de Mairie d'Aubervilliers.
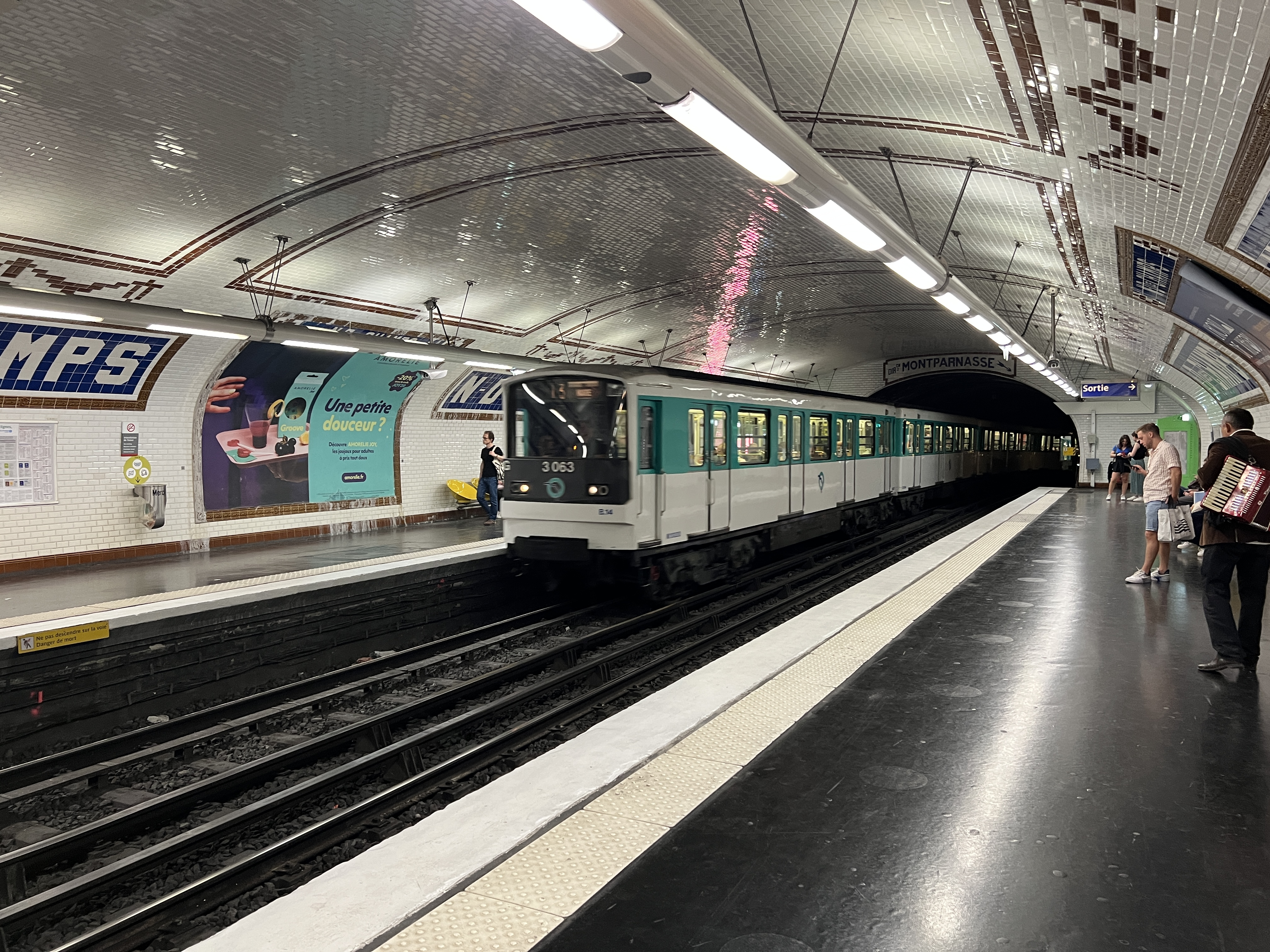
Entrée d'une rame MF 67 en direction d'Aubervilliers.
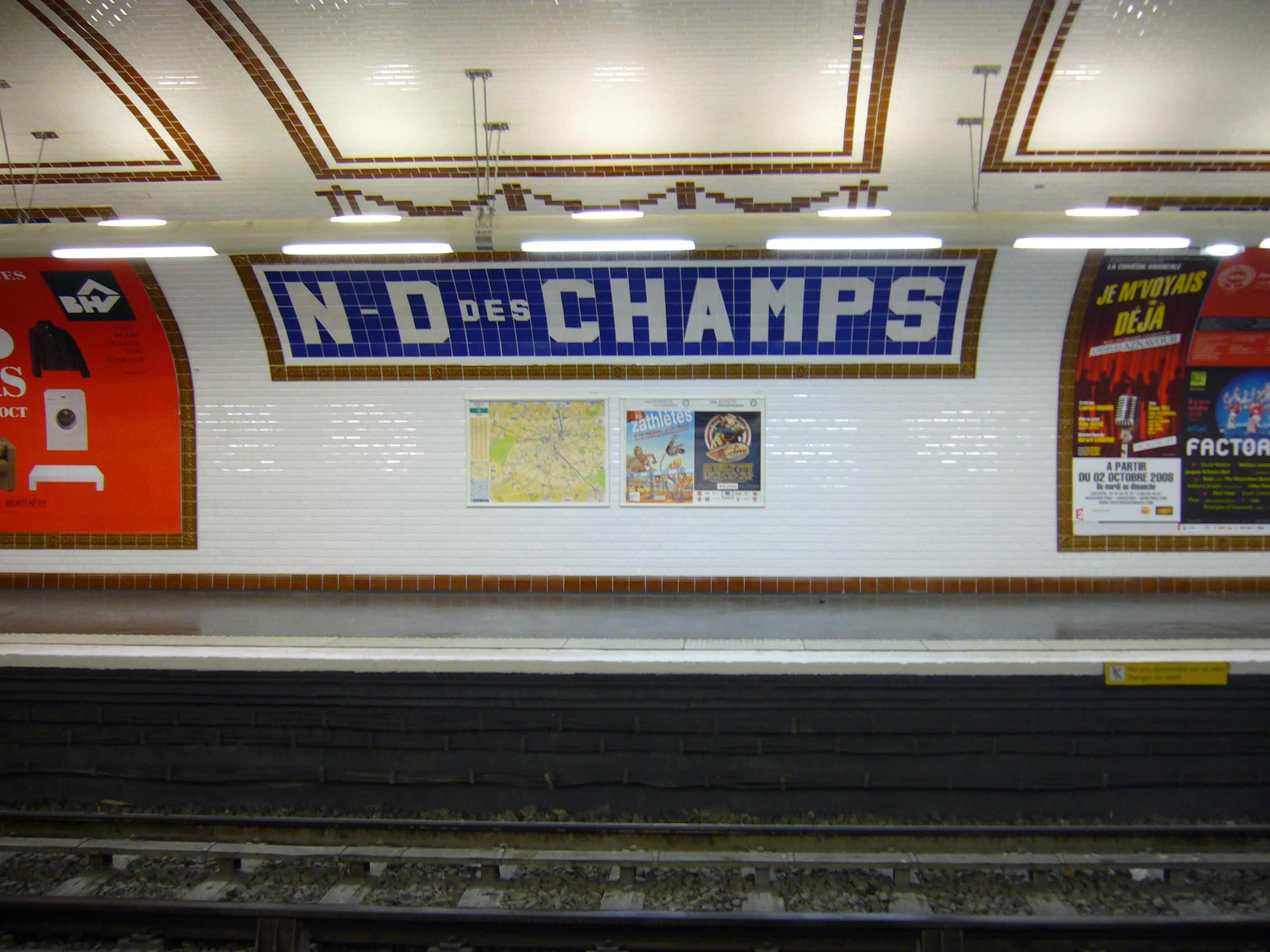
Décor en faïence incorporant le nom de la station.

### Intermodalité
La station est desservie par les lignes 58, 68 et 82 du réseau de bus RATP.

## À proximité
- Lycée Carcado-Saisseval
- Institut supérieur d'électronique de Paris
- Collège Stanislas
- Lucernaire
- Institut privé de préparation aux études supérieures
- Siège de l'Alliance française Paris Île-de-France
- Siège de la Société des auteurs dans les arts graphiques et plastiques
- Institut Sainte-Geneviève
- École de psychologues praticiens de l'institut catholique de Paris
- Square Ozanam
- Église Notre-Dame-des-Champs
- Jardin du Luxembourg
- Lycée Montaigne
- Université Paris-Panthéon-Assas
- Institut français de presse
- Musée Zadkine